# مارکو گریم
مارکو گریم (انگلیسی: Marco Grimm؛ زادهٔ ۱۶ ژوئن ۱۹۷۲) بازیکن فوتبال اهل آلمان است.
از باشگاه‌هایی که در آن بازی کرده‌است می‌توان به باشگاه فوتبال بایرن مونیخ ۲، باشگاه فوتبال کایزرسلاوترن، باشگاه فوتبال گراتس، باشگاه فوتبال کارلسروهه، باشگاه فوتبال آینتراخت برانشوایگ، باشگاه فوتبال بایرن مونیخ، و باشگاه فوتبال اشتوتگارت اشاره کرد.